# Β-カロテン
β-カロテン（ベータカロテン、ベータカロチン、β-carotene）は、植物に豊富に存在する有機化合物で、赤橙色色素の一つ。両末端にβ環を持つ最も一般的なカロテンである。ビタミンAの前駆体（不活性型）である。テルペノイドの一つであり、水には溶けないが脂溶性は大きい。
分子構造はKarrerらによって推定された。自然界ではβ-カロテン-15,15'-モノオキシゲナーゼ(EC 1.14.99.36) の酵素反応を受ける。β-カロテノイドはゲラニルゲラニル二リン酸から生合成される。

## 含まれている食材
ニンジン、サツマイモ、マンゴー、カボチャ、パパイヤ等の黄色やオレンジ色の果実や根菜に多く含まれる。
ホウレンソウ、ケール等にも含まれているが、クロロフィルによって緑色に見える。

## ヒトに対する効果
がん抑制効果が期待されサプリメントなどで販売されていたが、喫煙者において肺がんのリスクが高まると報告されている。ただし健常者に対して発がん性が高まると示されたわけではない。また、100% all-trans型の合成サプリメントによる結果であり野菜等による実験結果ではない。
がんの発生率や死亡率との関連について、現時点ではポジティブな (有効性があるとする) 結果とネガティブな (有効性がないとする) 結果の両方が存在している。
この成分が含まれている小松菜やパプリカを油で炒めると吸収が高まり、しょうが入りのポン酢醤油を添えると代謝がよくなる。